# Hamataliwa kulczynskii
Hamataliwa kulczynskii är en spindelart som först beskrevs av Roger de Lessert 1915.  Hamataliwa kulczynskii ingår i släktet Hamataliwa och familjen lospindlar. Inga underarter finns listade i Catalogue of Life.